# Дит Пран
Дит Пран (кхмер. ឌិត ប្រន; 27 сентября 1942 — 30 марта 2008, Нью-Брансуик) — камбоджийский фотокорреспондент и общественный деятель, переживший геноцид в Камбодже 1975—1979 гг. Получил мировую известность после выхода фильма «Поля смерти», снятого по книге его коллеги, репортера газеты New York Times Сидни Шенберга, с которым они вместе работали в Камбодже во время гражданской войны. В 1984 г. фильм получил сразу три «Оскара», причем одна из статуэток досталась малоизвестному актёру Хенг Сомнанг Нгору, сыгравшему Прана.

## Биография
Дит Пран родился 27 сентября 1942 года в городе Сиемреап (Камбоджа).

### Падение Пномпеня
В начале 1975 года Красные кхмеры организовали финальное наступление, направленное на взятие столицы страны — города Пномпень. Пран и Шенберг находились в центре событий — они освещали уличные бои в Пномпене. После падения города их задержали и приговорили к смертной казни, но Шенбергу как иностранному журналисту в итоге удалось покинуть страну. Пран был камбоджийцем, поэтому уехать не смог и вплоть до 1979 года вынужден был работать в одном из трудовых лагерей, устроенных полпотовцами по всей стране.
Дит Пран бежал из Камбоджи в 1979 году и нашел пристанище в Таиланде, откуда впоследствии перебрался в США. Именно он является автором термина «поля смерти» — так он описывал то, что увидел на своем пути.

### В эмиграции
Спустя год после его возвращения вышла книга Сидни Шенберга — «Смерть и жизнь Дита Прана».

### Смерть
Дит Пран умер 31 марта 2008 года.